# 陳勝
陳 勝（ちん しょう、Chén Shèng、? - 紀元前208年）は、秦代末期の反乱指導者。張楚の君主。劉邦や項羽に先んじて呉広とともに秦に対する反乱を起こしたが、秦の討伐軍に攻められて敗死した。字が渉。諡号は隠王。

## 生涯

### 出生から反乱まで
南陽郡陽城県（漢の堵陽県）の出身。陳勝は若い頃日雇い農夫をしていた。かつて、自身の雇い主に対して大きなことを言って、分不相応と馬鹿にされたものの、陳勝は「嗟呼 燕雀安知鴻鵠之志哉」（ああ、燕（ツバメ）や雀（スズメ）のごとき小鳥に、どうして鴻（ヒシクイ）や鵠（白鳥）といった大きな鳥の志がわかろうか）と意に介さなかった。

### 陳勝・呉広の乱
二世元年（紀元前209年）7月、兵士であった陳勝が秦の官吏に命じられて人夫を護送していたところ、途中の道で大雨に遭いどうしても期日に間に合わなくなった。秦の法律では人夫が現場に一日でも遅れれば死刑である。追い詰められた陳勝は仲間の呉広とともに、反乱を決意。反乱を成功させるための手筈を整え始めた。調理する魚の腹に「陳勝が王になる」と書いた布を入れ、夜に火を炊ぎキツネのような声で「陳勝が王になる」と言い、陳勝に不思議な力があるように人夫たちに思わせた。
そして、呉広が「おれは逃げる」と騒ぎ、指揮官を怒らせて呉広を鞭打たせた。その様に人夫たちに反感が高まったところで、陳勝が隙を突いて指揮官を殺害。自らが首領となって反乱を起こした。このとき陳勝は「王侯将相寧有種也」（王や諸侯・将軍・宰相になると生まれた時から決まっている訳ではない。即ち、誰でもなることができるのだ）という名言を吐いた。反乱の際、陳勝と呉広の二人は人民から人気のある扶蘇・項燕であると詐称した。
陳勝の反乱軍は瞬く間に膨れ上がり、旧楚の首都陳城を占領した。その直後に賞金首として秦から追われていた張耳と陳余が配下となった。そして、張耳と陳余の反対を押し切って、楚を復興したという名目で国号を張楚として王位に就き、これに応じ地方の将軍や農民らが反乱を起こした。項梁・項羽・劉邦もその中の一人であった。
勢いに乗った陳勝は呉広を仮王とし、諸将を監督させて西へ征かせ、滎陽を討つことになった。呉広は滎陽を攻めたが、三川郡守の李由（李斯の長男）の防戦にあって攻めあぐねた。
その一方、陳勝は軍事に練達した周文（周章）という人物に将の印を与え、別動隊として西進させた。周文は徴兵しながら進軍し、函谷関に到るころには兵車1000乗、兵卒数十万の大兵団となり、かつて何人も破れなかった函谷関を抜く。
だが、楚軍は秦の都・咸陽付近まで迫ったものの、秦の将軍・章邯が始皇帝の陵墓で働いていた囚人20万人に武器を与え、楚軍を攻撃させた。周文はこれに敗走し、章邯に抗戦し続けたものの、ついに自決する。この大敗によって楚軍は戦意を喪失し、ここから張楚はその勢いに翳りを見せ始める。
陳勝は配下に対し疑心暗鬼となり、中傷を真に受け、殺して回ってたとされる。その話を聞き、周文の敗北も相まって、趙を平定した武臣らが独立したりと、権力が弱まっていった。また、日雇い人夫時代の同僚が、陳勝が偉くなった様子を見に来たので城を見学させてやった。しかし、陳勝の威厳を損なう内容の昔語りを始めたため、手を焼いて殺してしまった。その結果、最初の頃から付き従っていた者達は失望して陳勝から離れていった。
また、周文が敗れた頃から主力である呉広軍が章邯率いる秦軍に押されるようになった。呉広は滎陽を包囲していたが、元々農民であった呉広に軍の指揮能力がないと見た田臧がクーデターを起こして呉広を殺害し、その首を陳勝のもとに届けた。陳勝は泣く泣く呉広殺害を追認し、田臧を令尹（宰相）・上将に任じた。
だが、田臧軍も章邯軍に壊滅させられることとなり、田臧は戦死した。
二世2年（紀元前208年）12月、陳勝自身も大軍を率いて章邯と会戦するも大敗を喫し、形勢が悪化したとみた御者の荘賈に裏切られ殺された。ちなみに、荘賈はその後、元陳勝配下の呂臣によって殺害される。
劉邦が中国統一を果たすと、陳勝の功績は評価された。隠王と諡され、その墓を守るために村が作られた。

## 評価
結局、反乱は陳勝が王位に就いてから半年で鎮圧されたが、この反乱は項梁・項羽・劉邦に引き継がれることになった。農民出身の陳勝と呉広が起こした中国史上初の農民反乱は失敗に終わったとはいえ、反乱の先駆けとなった陳勝と呉広の功績は大きく、後世物事の先駆けを表す言葉として陳勝呉広と言われるようになった。また、陳勝が言い残した「燕雀安知鴻鵠之志哉」「王侯将相寧有種也」は、それぞれ「燕雀いづくんぞ鴻鵠の志を知らんや」「王侯将相いづくんぞ種あらんや」ということわざとして残っている。

## 史料
- 『漢書』列伝一